# Teresa Saporiti

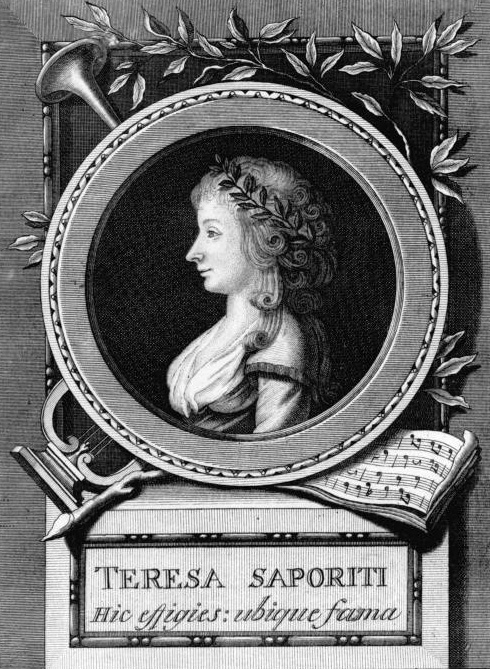
Portret Teresy Saporiti z łacińskim napisem: "Jej obraz tutaj, jej sława na całym świecie"

Teresa Saporiti (po mężu Codecasa) (ur. 1763 w Mediolanie, zm. 17 marca 1869 w Mediolanie) – włoska sopranistka.
Śpiewała wraz ze starszą siostrą Antonią w teatrze operowym Pasquale Bondiniego. Antonia porzuciła karierę i zmarła w Mediolanie w 1787 roku. Teresa nadal występowała w teatrze do 1788, występując w Lipsku, Dreźnie i Pradze. Najbardziej znana jej rola w tym czasie, to Donna Anna w 1787 w światowej premierze Don Giovanniego w Pradze. Mozart pisał tę partię z przeznaczeniem właśnie dla Saporiti.
W latach 1788 i 1789 śpiewała w Wenecji w Teatro Venier. Następnie pojawiła się w La Scali, śpiewała w teatrach Parmie, Modenie, Bolonii, Wiedniu, Moskwie i St Petersburgu. W Petersburgu była pierwszą śpiewaczką w teatrze operowym włoskiego kompozytora Gennaro Astarita i śpiewała tamże w operach Astarita, Paisiello i Cimarosy.
W późniejszych latach używała nazwiska męża: Teresa Saporiti-Codecasa. Mieszkała w Mediolanie i prowadziła w swym domu salon artystyczny. Na jednym z odbywających się tam koncertów w 1841 roku Verdi zaprezentował muzykę do opery "Nabucco", która miała premierę w następnym roku w La Scali.  Jej córka Fulvia przyjaźniła się w późniejszych latach z Verdim. Teresa Saporiti zmarła w Mediolanie w dniu 17 marca 1869 w wieku 106 lat.
Teresa Saporiti komponowała m.in. dwie arie jej autorstwa  "Dormivo w mezzo al Prato" i "Caro mio ben, deh senti" zostały opublikowane w 1796 roku.

## Wybrany repertuar
- 1787 – Donna Anna w Don Giovannim Mozarta
- 1788 – Mandane w operze Artaserse Bertoniego
- 1788 – Selene w operze Arsace Guglielmiego
- 1789 – Armida w operze Rinaldo Guglielmiego
- 1789 – Nitteti w operze Nitteti Bianchiego
- 1796 – w operze Il barbiere di Siviglia Paisiella